# Deutsche Schule Rom
Die Deutsche Schule Rom (Scuola Germanica Roma) ist eine internationale Deutsche Auslandsschule. Sie ist eine Exzellente Deutsche Auslandsschule und eine Privatschule, deren Anfänge auf das Jahr 1851 zurückgehen. In diesem Jahr wurden das erste Mal auf dem Kapitol regelmäßig Kinder von in Rom ansässigen Deutschen unterrichtet. Die Schule definiert sich als Begegnungsschule. Ihre Abschlüsse werden von Deutschland, Österreich und Italien anerkannt.
Die Deutsche Schule Rom befindet sich in Rom an der Via Aurelia Antica 397, westlich des Parkes Villa Doria Pamphili. Sie hat eine Schwimmhalle und viele Sporteinrichtungen. Das Nachmittagsprogramm umfasst zahlreiche sportliche und musische Angebote, u. a. mehrere Chöre sowie Orchester und auch Musikunterricht für Solisten. Schulleiter ist derzeit Matthias Holtmann.

## Betreuung
Die Schule führt ihre Schülerinnen und Schüler vom Kindergarten, über die Grundschule (Klassen 1–4) und das Gymnasium (Jahrgangsstufen 5–12).
Extracurricular bieten die Schule am Nachmittag umfassende Programme mit Kursangeboten im musischen, künstlerischen, naturwissenschaftlichen und sportlichen Bereich sowie Intensivkurse, Hausaufgabenbetreuung und verschiedene Wettbewerbe an.

## Unterrichtssprachen
- Deutsch
- Italienisch ab der 1. Klasse
  - In italienischer Sprache werden zusätzlich in der 5. Klasse zwei Stunden Erdkunde, in der 6. Klasse zwei Stunden Geschichte und Biologie, in der 7. Klasse zwei Stunden Geschichte, in der 10. Klasse zwei Stunden Romkunde, in der Oberstufe Philosophie (2 Wochenstunden, bilingual), in der 11. und 12. Jahrgangsstufe Geschichte (2 Wochenstunden) unterrichtet.
- Englisch ab der 3. Klasse
- Latein oder Französisch ab der 6. Klasse
- Französisch oder Latein als Wahlfach ab der 8. Klasse

## Abschlüsse
Die Schule muss sich in Unterricht, Zeugnissen und deutschsprachigen Prüfungen an die Vorschriften der Kultusministerkonferenz halten. Sie ist zudem an die Auflagen des 1975 zwischen der Bundesrepublik Deutschland und der Republik Italien geschlossenen Anerkennungsabkommens gebunden. Die Schule stellt ein deutsches Abiturzeugnis aus. Sofern die Bedingungen des Anerkennungsabkommens erfüllt sind, ist es einem italienischen Abitur gleichgestellt.

## Träger und Finanzierung
Träger der Deutschen Schule Rom ist der Deutsche Schulverein in Rom. Mitglieder des Vereins sind die Schülerinnen und Schüler. Natürliche und juristische Personen können Fördermitglieder werden. Der 11-köpfige Vorstand besteht aus neun von der Vollversammlung gewählten Mitgliedern sowie zwei institutionellen Mitgliedern. Die Schule finanziert sich in erster Linie aus den Schulgebühren von ca. 5000 Euro pro Schüler pro Jahr. Zudem wird sie von der Bundesrepublik Deutschland finanziell und personell durch die Entsendung von Lehrern gefördert.

## Ehemaligenverein
Es gab einen Ehemaligenverein.
Mittlerweile ist ein neues Alumni-Netzwerk entstanden.

## Absolventen der Schule
- Guido Harbers (1897–1977), deutscher Architekt und Baubeamter
- Klaus Neubert (* 1942), deutscher Diplomat, Deutscher Botschafter in Rom (2001–2004)
- Luca Lombardi (* 1945), italienisch-israelischer Komponist
- Dietrich Hahn (1946–2024), deutscher Journalist und Publizist
- Vittorio Magnago Lampugnani (* 1951), italienischer Architekt und Professor
- Manfred Kolbe (* 1953), Politiker, Sächsischer Staatsminister der Justiz 2000–2002
- Eduardo Missoni (* 1954), italienischer Mediziner und Weltpfadfinderfunktionär (WOSM)
- Andreas von Bechtolsheim (* 1955), deutscher Informatiker und Unternehmer
- Ornella Muti (* 1955), italienische Schauspielerin
- Margie Kinsky (* 1958), italienische Schauspielerin und Kabarettistin
- Giovanni di Lorenzo (* 1959), italienisch-deutscher Journalist und Autor
- Kaspar Capparoni (* 1964), italienischer Schauspieler
- David Chotjewitz (* 1964), deutscher Schriftsteller und Theaterregisseur
- Stephan Winkelmann (* 1964), deutscher Manager
- Luca Ruggero Jacovella (* 1966), italienischer Musiker
- Albert von Thurn und Taxis (* 1983), deutscher Unternehmer und Automobilrennfahrer
- Lorenzo De Silvestri (* 1988), italienischer Fußballspieler
- Edoardo Purgatori (* 1989), italienischer Schauspieler
- Eleonora Cadeddu (* 1995), italienische Schauspielerin